# Čechomor 1991–1996
Čechomor 1991–1996 dokumentuje počátky skupiny Čechomor. Jedná se o nové vydání prvních dvou alb této skupiny Dověcnosti a Mezi horami. Toto album bylo vydáno pro fanoušky, kteří již neměli možnost tyto alba koupit samostatně. Vydala jej společnost Universal Music s.r.o. v roce 2004.

## Dověcnosti
Ukázka celého alba – Nižší kvalita, Vyšší kvalita.

### Skupina
- Jiří Břenek – housle a zpěv
- František Černý – kytara a zpěv
- Jiří Michálek – harmonika
- Jiří Hodina – housle
- Radek Pobořil – trubka, vystupoval jako host

### Seznam stop
1. NEDOVĚCNOSTI (Ukázka)
2. RODIČOVSKÁ LÍTOST (ukázka)
3. VÝMLUVA (ukázka)
4. NECTĚNÁ (ukázka)
5. DUDÁK (ukázka)
6. ODVOD (ukázka)
7. VOJÁK (ukázka)
8. HOSTI (ukázka)
9. TUŽBA (ukázka)
10. ŽÁDBA (ukázka)
11. OTČENÁŠ (ukázka)
12. PITÍ A JÍDLO (ukázka)
13. PŘÍČINA PLÁČE (ukázka)
14. UTOPENEC (ukázka)
15. NEPOLEPŠENÝ (ukázka)
16. ODPUDIVÁ (ukázka)
17. HUSY (ukázka)
18. ŽÁDBA II. (ukázka)
19. TRAKAČ (ukázka) – na původním albu není

## Mezi horami
Ukázka celého alba – Nižší kvalita, Vyšší kvalita

### Skupina
- Jiří Břenek – housle a zpěv
- František Černý – kytara a zpěv
- Jiří Michálek – harmonika
- Martin Rychta – bicí, perkuze
- Michal Pavlík – violoncello, dudy
- Karel Holas – pětistrunné housle, vystupoval jako host

### Seznam stop
1. ŠIMBOLICE (ukázka)
2. KONÍČKY (ukázka)
3. ZDÁLO SA NĚ (ukázka)
4. JANOŠEK (ukázka)
5. UŽ SOM SA DOZVĚDĚL (ukázka)
6. JA, CO JE TO ZA POLA (ukázka)
7. PANENKA (ukázka)
8. HOP HÉ (ukázka)
9. CO TY ŽENY (ukázka)
10. SVATBA (ukázka)
11. Z PULČÍNSKÉHO KOSTELÍČKA (ukázka)
12. MEZI HORAMI (ukázka)
13. SOBOTĚNKA IDE (ukázka)
14. VČELÍN (ukázka)
15. SVITAJ, BOŽE (ukázka)
16. NEPUDEM DOMŮ (ukázka)
17. V ZELENÉM HÁJI (ukázka) – na původním albu není